# قاچاق انسان در ونزوئلا

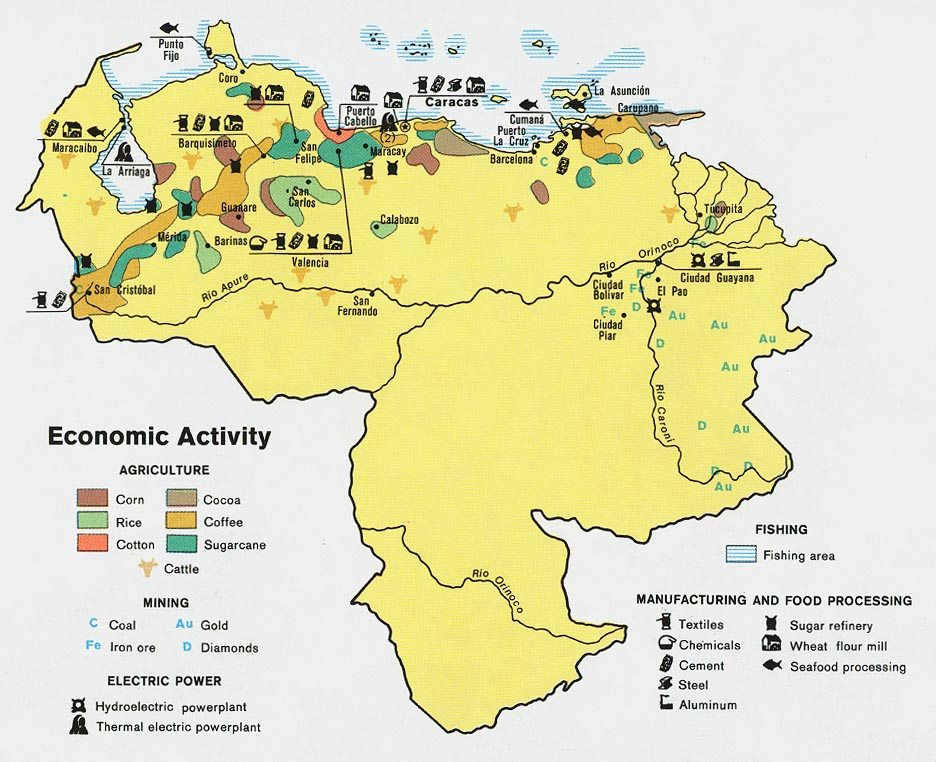
نقشه ونزوئلا و نقاطی که فعالیت اقتصادی بیشتری دارند.

قاچاق انسان در ونزوئلا (انگلیسی: Human trafficking in Venezuela) بعنوان یکی از اصلی‌ترین مسیرهای ترانزیت و کشور مقصد برای مردان، زنان و کودکان قاچاق شده به منظور استثمار جنسی تجاری و کار اجباری می‌باشد.

## عوامل

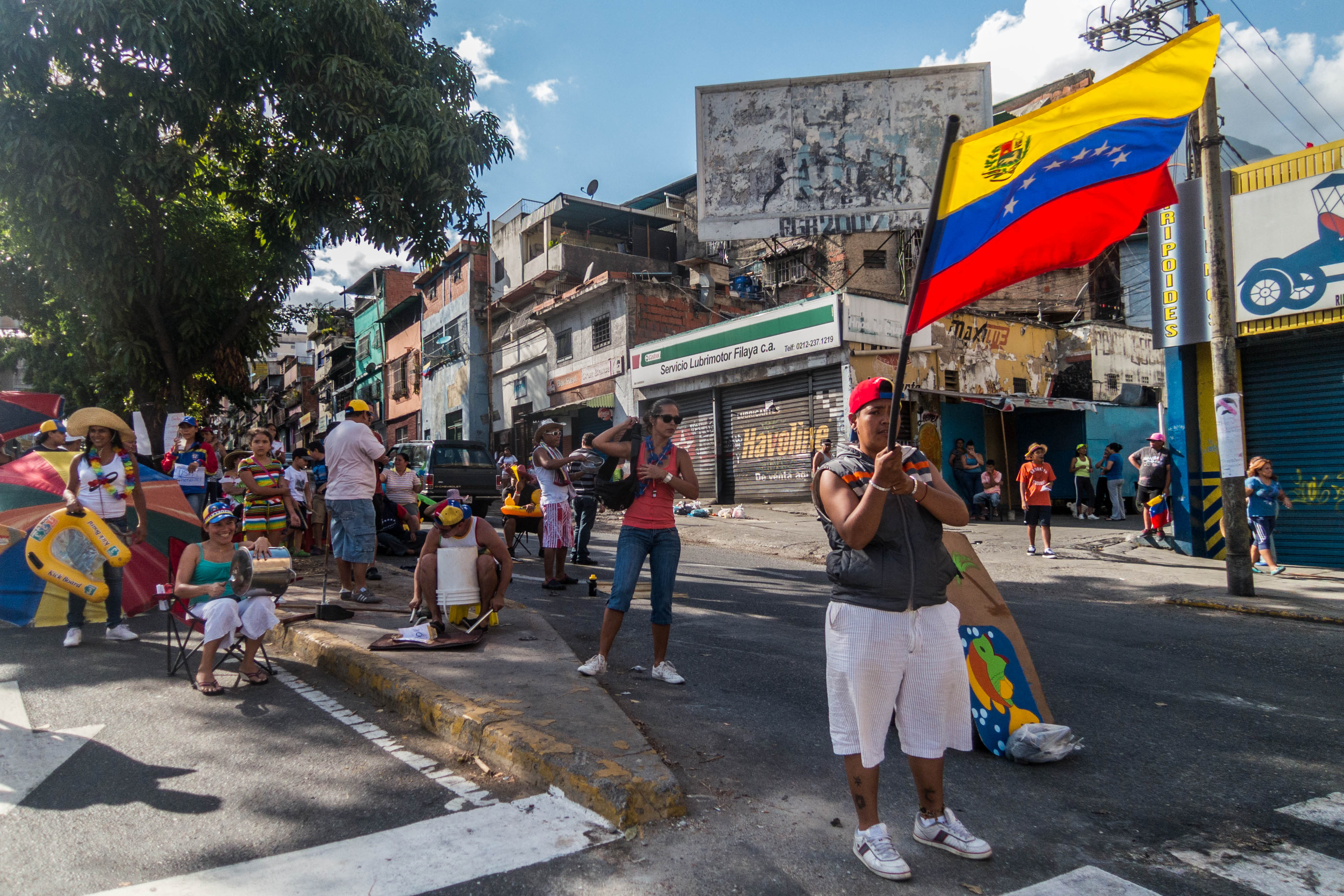
اعتراض معترضان به قاچاق انسان با ایجاد سر و صدا در کاسرولازو که جشن های کارناوال را طولانی تر کرد.

مسائل سیاسی، اقتصادی و اجتماعی ونزوئلا از عوامل کمک کننده به انواع قاچاق انسان در کشور می‌باشد. به ویژه، فقر شدید در ونزوئلا میزان قاچاق انسان را افزایش داده‌است. زنان و دختران ونزوئلا در معرض سوءاستفاده جنسی قرار دارند و از مناطق فقیر در داخل کشور برای انتقال به مناطق شهری و گردشگری بدام می‌افتند. قربانیان از طریق پیشنهادهای کاذب شغلی استخدام می‌شوند و سپس مجبور به فحشا یا شرایط استثمار اجباری می‌شوند. فحشا کودکان در مناطق شهری و سوء استفاده جنسی کودکان در گردشگری در مکان‌های تفریحی مانند جزایر مارگاریتا در حال رشد است.

## کشورهای انتقال
زنان و دختران ونزوئلایی برای استثمار جنسی تجاری به اروپای غربی و مکزیک برده می‌شوند، علاوه بر آن این زنان و دختران به مقصدهای کارائیب مانند ترینیداد و توباگو، آروبا و جمهوری دومینیکن، قاچاق می‌شوند. مردان، زنان و کودکان از کلمبیا، پرو، اکوادور، برزیل، جمهوری دومینیکن و جمهوری خلق چین به داخل ونزوئلا و از طریق ونزوئلا به نقاط دیگر قاچاق می‌شوند و ممکن است در معرض استثمار جنسی تجاری و کار اجباری قرار بگیرند.

## موضعگیریها
دفتر نظارت و مبارزه با قاچاق انسان در وزارت امور خارجه ایالات متحده آمریکا این کشور را در سال ۲۰۱۷ در سطح سوم کشورهای (مبارزه با قاچاق انسان) قرار داد.